# 立間充宏
立間 充宏（たつま みつひろ、1975年2月12日 - ）は、岡山県出身の競艇選手。
登録番号3717。身長166cm.血液型AB型。74期。岡山支部所属。妻は競艇選手の寺田千恵。

## 来歴
- 1994年5月、児島競艇場でデビュー。[1]。
- 2000年4月22日、戸田競艇場で行われたボートレースダービーでSG初出場。
- 2021年4月22日、下関競艇場で行われたPG１マスターズチャンピオンで通算1500勝を達成。

## 人物・エピソード
- 妻である寺田千恵との出会いは、同期の選手に紹介を頼み、藤丸光一（多摩川54周年優勝・第36回笹川賞4着）を通じて紹介されたのがきっかけ。
- 2002年2月12日に寺田と結婚。